# Rio Crişul Pietros
O Rio Crişul Pietros é um rio da Romênia, afluente do Crişul Negru, localizado no distrito de Bihor.